# Хосасау (Харгита)
Хосасау (рум. Hosasău) насеље је у Румунији у округу Харгита у општини Леличени. Oпштина се налази на надморској висини од 821 m.

## Становништво
Према подацима из 2002. године у насељу је живело 1 становника.